# Естадіо Беніто Вільямарін
«Естадіо Беніто Вільямарін» (ісп. Estadio Benito Villamarín) — футбольний стадіон у Севільї, Іспанія, домашня арена ФК «Реал Бетіс».
Стадіон відкритий у 1929 році як «Мунісипаль де Еліополіс». 1961 року перейменований на «Естадіо Беніто Вільямарін». У 1982 році арена розширена до 50 253 місць у рамках підготовки до Чемпіонату світу з футболу 1982 року. 2000 року проведена загальна реконструкція споруди стадіону. У 2016 році була розпочата реконструкція стадіону із розширенням до 60 000 глядачів, завершити яку планують до серпня 2017 року.
Протягом 2000–2010 років стадіон мав назву «Естадіо Мануель Руїз де Лопера»
На стадіоні проводилися матчі у рамках Чемпіонату світу з футболу 1982 року.